# Лаубе, Генрих
Генрих Ла́убе (нем. Heinrich Laube; 18 сентября 1806, Шпроттау — 1 августа 1884, Вена) — немецкий писатель и театральный деятель.

## Биография
В молодости примыкал к «Молодой Германии»; по возвращении из предпринятого вместе с К. Гуцковым путешествия в Италию, был арестован и выслан из Саксонии и 9 месяцев просидел под стражей в Берлине. В 1835 году франкфуртский союзный сейм объявил его сочинения («Das neue Jahrhundert», «Liebesbriefe» и др.) неблагонамеренными. За обвинения, возведённые на русского императора (в написанной им истории Польши), Лаубе был приговорён к лишению свободы ещё на один год.
После продолжительных путешествий во Франции и Алжире он поселился в Лейпциге (1840) и здесь во время революции в 1848 году был избран во Франкфуртское национальное собрание, где примкнул к левому центру.
С 1849 по 1879 год, с небольшими перерывами, Лаубе стоял во главе венского придворного Бургтеатра.
В романе: «Das junge Europa», выходившем частями в Мангейме, между 1833 и 1837 годами, можно уже проследить переход автора от пламенного радикализма к более умеренному миросозерцанию. В «Reisenovellen» (Мангейм, 1834—1837; 2-е издание, 1847) Лаубе, отчасти подражая Г. Гейне, с большим остроумием сумел схватить отличительные черты северной и средней Германии в государственных отношениях, в жизни народа и языке. Ряд политических, социальных и литературных портретов он дал в «Moderne Charakteristiken» (Мангейм, 1835). В 1840-х годах он написал «Историю немецкой литературы» (Штутгарт, 1840) несколько романов и повестей, трагедии «Monaldeschi» и «Struensee», комедии «Rokoko» и «Gottsched und Geliert»; особенным успехом пользовались «Die Karlsschuler» (1847), с сюжетом из биографии Ф. Шиллера. Событиям Мартовской революции 1848 года Лаубе посвятил книгу: «Das erste Deutsche Parlament». Лучшей из его драм считается «Graf Essex» (1856), за которой последовали «Cato von Eisen» (1858), «Montrose, der schwarze Markgraf» (1859), «Der Stathalter von Bengalen» (1868), «Bose Zungen» (1868), «Demetrius» — продолжение начатой Ф. Шиллером трагедии о Димитрии Самозванце (1872). Драмы Лаубе отличаются реалистическим содержанием, хорошей мотивировкой и сценичностью, но не блещут оригинальностью и силой. В большом историческом романе «Der deutsche Krieg» (Лейпциг, 1863—1866) Лаубе дал широкую картину эпохи «Тридцатилетней войны». За ним последовали романы и повести: «Die Bohminger» (Штутгарт, 1890), «Der Schatten Wilhelms» (Лейпциг, 1883); «Louison» (Брауншвейг, 1884) и др. В своём посмертном романе «Ruben» (Лейпциг, 1885) Лаубе касается вероисповедного вопроса. Заслуги Лаубе по отношению к немецкому театру несомненны; как плод долголетней опытности важны его книги: «Das Burgtheater» (Лейпциг, 1868), «Das Norddeutsche Theater» (1872) и «Das Wiener Stadttheater» (1875). С 1875 по 1882 год в Вене выходили «Gesammelte Schriften» Лаубе (16 томов), в которых напечатаны и его интересные воспоминания с 1810 по 1840 год (том I) и с 1841 по 1881 год (том XVI). Драмы его несколько раз выходили отдельными собраниями (Лейпциг, 1880 и чаще). Переписка Лаубе с князем Германом фон Пюклер-Мускау издана в «Briefwechsel und Tagebucher» подругой последнего Людмилой Ассинг (Гамбург, 1873—1876), письма Феодору фон Велю — в его «Junges Deutschland» (Гамбург, 1887).
Ср. R. v. Gottschall, «Heinrich Laube» («Unsere Zeit», 1884, II) и Prollss, «Das Junge Deutschland» (Штутгарт, 1892).